# Јанићије Тодоровић
Јанићије Тодоровић (Доњи Мушић, 1894 — Кајмакчалан, 14. август 1916.) био је српски војник Солунац у Првом светском рату. 

## Биографија
Рођен је 1894. године од оца Борисава и мајке Радојке Тодоровић у селу Доњи Мушић. У селу је провео детинство, а школовао се у суседном селу Доња Топлица. Године 1911. оженио се Росом и имао једног сина Миливоја Тодоровића.
У рат одлази две године касније, 1914. године. Био је учесник више битака између Краљевине Србије и  Аустоугарске. Погинуо је на Солунском фронту борећи се за слободу своје отаџбине 14. августа 1916. године као војник 2 ч. 3 б. 21 п.
Сахрањен је у Солуну на српском војничком гробљу на Зејтинлику.